# 파이트 클럽 (영화)
《파이트 클럽》(영어: Fight Club)은 1999년 개봉한 미국의 영화로, 척 팔라닉의 동명 소설을 원작으로 데이비드 핀처가 연출하였다. 배우로는 주인공 역에 에드워드 노턴, 브래드 피트, 헬레나 보넘 카터 등이 맡았고, 짐 얼스(Jim Uhls)가 시나리오 작가를 맡았다. 핀처 감독은 얼스와 함께 8개월가량 원작 소설을 각색했으며 출연 배우들과 구상을 세운 뒤에 영화를 제작했다. 1999년 10월 15일 개봉하였고, 한국에서는 1999년 11월 13일에 개봉했다.
핀처는 영화 《파이트 클럽》을 현대 사회를 풍자한 블랙 코미디라 묘사한다. 뿌리깊게 정착되어버린 소비문화에 대한 현재 세대의 충돌과 대립을 주제로, 영화는 영화상 이름이 언급되지 않는 주인공이 미국 사회를 향해 갖는 심각한 소비문화와, 점점 변질되어가는 남성상에 대한 불안심리를 그리고 있다. 많은 문제가 되었던 영화 속의 잔혹성과 폭력성은 현재 세대가 이 시대에 갖고 있는 감정을 암시하기 위함이다.
영화는 개봉 당시 기대만큼 좋은 성적을 거두지는 못했으며 많은 비평가들이 극과 극의 평을 주기도 했다. 이 영화는 1999년 가장 많은 논쟁거리가 된 영화이기도 하다. 이후 파이트 클럽은 DVD로 출시되어 상업적인 성공을 거두었다.

## 줄거리
주인공(에드워드 노턴 분)은 자동차 회사의 직원으로, 교통사고가 났을 경우 제품 회수와 청구비 견적 따위를 결정하는 일을 한다. 그는 스웨덴 가구회사 이케아(IKEA)의 가구들로 자신의 비싼 아파트를 꾸미고 좋은 옷을 입는 전형적인 도시인이지만, 심각한 불면증과 함께 무료한 자신의 삶과 소비문화에 대한 불만으로 가득하다. 그는 의사의 권유로 고환암 환자들의 모임에 참석하게 되는데, 그 때문에 이때까지 그를 괴롭히던 불면증이 사라지자 이후, 모임에 중독되어 다른 여러 환자들의 모임들에 참석하게 된다. 그러나 얼마 지나지 않아 말라 싱어(헬레나 보넘 카터 분)가 그가 참석하는 모임들에 나타나기 시작함으로써 그의 불면증은 다시 재발하게 된다.
주인공은 후에 출장행 비행기에서 비누장사를 하는 독특한 친구 타일러 더든(브래드 피트 분)를 만나게 된다. 집에 돌아온 주인공은 자신의 아파트가 알 수 없는 화재로 잿더미가 된 것을 발견하고 망연자실해진다. 갈 곳이 없자 그는 타일러에게 전화하여 도움을 요청한다.
그는 어느 바에서 타일러를 만나 사회에 대한 자신의 불만을 솔직하게 이야기하기 시작하고 자신의 생각에 동의하며 한층 더 과격하고 적극적인 이론을 주장하는 그의 생각에 매료되기 시작한다. 바에서 나온 타일러는 주차장에서 주인공에게 자신을 때려달라고 한다. 반신반의하는 주인공은 타일러와 몇 번의 주먹질을 하며, 싸움에 재미를 붙인다.
이때부터 주인공은 타일러와 함께 버려진 공장지대에 있는 낡고 습기찬 빅토리아식 저택에서 생활하게 된다. 타일러는 낮에는 자고 밤에는 극장의 영사 기사와 호텔의 웨이터로 일하면서 틈틈이 고급 비누를 제작하여 백화점에 납품한다. 주인공은 타일러의 파격적인 언동과 인생관에 이끌려 그를 부러워하게 된다.
이러한 흐름을 깬 것은 말라의 존재였다. 주인공은 말라를 꺼려하지만 타일러는 그녀와 함께 밤을 보내며 주인공의 신경을 거스른다. 말라는 주인공에게서 위화감을 느끼며 걱정하지만, 결국 주인공은 그녀를 집에서 쫓아내게 된다.
타일러와 주인공은 바의 주차장에서 자주 싸움질을 하기 시작했고, 사람들이 모여들면서부터 '파이트 클럽'을 결성하기에 이른다. 이들은 밤마다 술집 지하에서 일 대 일로 맨주먹 격투를 벌이는데, 사람들이 점점 많이 모여들기 시작하자 타일러는 리더로서 그들에게 반사회적인 관념과 자신의 철학을 가르치기 시작한다. 이때부터 주인공은 타일러와 거리감을 느끼기 시작한다.
파이트 클럽이 명성을 얻어 대도시 여기저기에 지부가 생기고 군대화되자, 타일러는 주인공 몰래 대도시의 크레딧 카드 회사 빌딩들을 폭발시킬 계획, 프로젝트 메이험(Project Mayhem)을 세운다. 이 사실을 발견한 주인공은 타일러를 찾아 말리기 위해 각 도시들을 헤매다가 한 도시에서 파이트 클럽의 멤버 중 한 명이 그를 타일러 더든이라 부르자 모든 것을 깨닫게 된다. 타일러 더든은 주인공의 또다른 인격이었던 것이다.
주인공은 타일러의 계획을 무마시키려 하지만 결국 타일러, 즉 자기 자신과 싸우게 된다. 그는 고층 빌딩에서 자신의 입을 향해 총을 쏘아 타일러를 죽이게 된다. 파이트 클럽의 멤버들에 의해 잡혀온 말라는 주인공의 상태를 보고 놀라지만, 주인공은 '이제 다 괜찮아졌다'라고 말한다. 그때 창밖으로 금융사의 고층 건물들이 차례차례 폭파되어 무너지기 시작하고, 둘은 그 모습을 바라보며 서로의 손을 잡는다.

## 배역
- 브래드 피트 - 타일러 더든
- 에드워드 노턴 - 해설 / 잭
- 헬레나 보넘 카터 - 말라 싱어
- 미트 로프 - 밥 폴슨
- 자레드 레토 - 에인절 페이스

## MBC 성우진 (2003년 4월 19일)
- 구자형 - 잭(에드워드 노턴)
- 안지환 - 타일러(브래드 피트)
- 박선영 - 말라(헬레나 보넘 카터)
- 박지훈
- 김호성
- 최석필
- 이상훈
- 이자옥
- 최한
- 표영재
- 문남숙
- 방성준
- 이원찬
- 정재헌

## 같이 보기
- 파이트 클럽의 이해(영어판)